# 矢野博康
矢野 博康（やの ひろやす、1970年12月24日 - ）は、日本の作家・音楽プロデューサー兼ドラマー。大分県大分市出身。ホリプロ所属。星座はやぎ座。

## 経歴[1]
- 1997年、Cymbals結成に参加。
- 1998年、LD&Kから2枚のミニアルバムをリリースした後、1999年、ビクターからメジャーデビュー。
- 2003年、Cymbals解散。その後、作家、プロデューサーとして活動。
- ドラマーとしても幅広く活動。タイトで安定感のあるプレイに定評がある

## 提供作品
- 2021年

月ノ美兎「部屋とジャングル」（編曲）
- 2019年

Mia REGINA「シュガーソングとビターステップ」（編曲）
W「どうにもとまらない」（編曲）
Mi☆nA「みんな×２Mii☆nnA!!」（作詞・作曲）
- 2017年

三森すずこ「恋はイリュージョン」(作曲・編曲)
桜エビ〜ず「わたしロマンス」（作曲・編曲）
- 2015年

牧野由依「タビノオト」（サウンドプロデュース）収録曲「ワールドツアー」(作詞・作曲・編曲)／「たったひとつ～Album Mix～」(編曲)／「アルメリア」（作詞・作曲・共編曲）／「グッバイ・マイ・フレンド」(作詞・作曲・編曲)／「まわる まわる」（作詞）
夢みるアドレセンス「くらっちゅサマー」（作詞・作曲・編曲）
牧野由依「たったひとつ」（編曲）
Negicco「二人の遊戯」（編曲）
花澤香菜「We Are So in Love」（作詞・作曲・編曲）
- 2014年

三森すずこ「恋のキモチは５％」(作詞・作曲・編曲)
花澤香菜「Brand New Days」(作詞・作曲・編曲)
May'n「わたしのしるし」(作詞・作曲)
Negicco「トリプル!WONDERLAND」（作詞・作曲・編曲）
- 2013年

中島愛「風色のフィルム」(作詞・作曲・編曲)
花澤香菜「シグナルは恋ゴコロ」(作詞・作曲)
- 2012年

南波志帆「乙女失格。」(AL Produce)  収録曲「カノープス」(作曲)／「ありゃりゃ？」(編曲)／「乙女失格。」（編曲）
Billboard「Choice by 南波志帆」(AL Produce)
南波志帆「MUSIC」(編曲)
南波志帆「髪を切る8の理由。」(共編曲)
平野綾「無防備なリフレイン」(作詞・作曲・編曲)
南波志帆「少女、ふたたび」(作曲・編曲)
- 2011年

ライムスター「into the night」(共プロデュース・作曲・編曲)
南波志帆「水色ジェネレーション」(AL Produce)　　収録曲「ミライクロニクル」(作詞・作曲・編曲)／「たぶん、青春。」(作曲)
南波志帆「あいのことかも」(共作曲・編曲)
南波志帆「こどなの階段」(編曲)
- 2010年

HALCALI「ZIG ZAG Saturday Night」(共編曲・Co-produce)
南波志帆「オーロラに隠れて」(編曲)　　収録曲「解きかけのパズル」(作詞・作曲)／「こえをきかせて」(編曲)
南波志帆「ごめんね、私。」(AL Produce)　　収録曲「ごめんね、私。」(作曲・編曲)
- 2009年

mihiro「これは恋ではない」(編曲)
school food purnishment「Sea-Through Communication-sung in English with symphony-」(編曲)
南波志帆「君に届くかな、私。」(AL Produce)　　収録曲｢宇宙の中のふたりぼっち」(作詞・作曲)／｢きっとすべては夜のせい」(作詞・作曲)
杉本有美×矢野博康「Catch You Catch Me」(編曲)
Nona Reeves「GO」(AL Produce) 収録曲「Go feat. Romancrew」(作曲)
HALCALI「すきすきソング」(共編曲・Co-produce)
- 2008年

南波志帆「はじめまして、私。」(AL Produce) 収録曲｢みたことないこと」(作詞・作曲)／｢昨日の君のひとりごと」(作詞・作曲)
- 2007年

Nona Reeves「Festival」「Revolution」(共作曲・共編曲・Produce)
土岐麻子「WALK ON」(作曲・編曲)
- 2006年

安倍なつみ「甘すぎた果実」(編曲)
Grand Color Stone「愛の詩」(編曲)　／「イノチガケ」(編曲)　／「ナンセンス」(編曲)
- 2005年

馬の骨「センチメンタル・ジャーニー」（共編曲)　／「PING&PONG」（共編曲)
杏さゆり「画用紙」(編曲)　／「お星様ワルツ」(作曲・編曲)
Nona Reeves「透明ガール」「Love Alive feat.宇多丸」(共編曲・Produce)
杏さゆり「100 Magic Words」(共作詞・作曲・編曲)
- 2004年

Nona Reeves「SPHYNX」(共編曲・Produce)
ハロープロジェクト「FOLK SONGS 4」(3曲編曲)
メロン記念日「キライ，スキスキスキ ホント，ウソウソウソ」「努力・系・美人」(編曲)
- 2003年

キリンジ「愛のCoda」(リミックス)
Nona Reeves「Easylove」(共編曲・Produce)
Spank Happy「Chic」(編曲)、「Physical」(編曲)　／「エレガントの怪物」(編曲)
ハロープロジェクト「FOLK SONGS 3」(2曲編曲)
- 2002年

ミズモトアキラ「AM」(共同プロデュース)

## CM音楽
- 2011年

第一三共「プレコール」
- 2009年

マクドナルド
ハウス食品「メガシャキ」
- 2008年

アサヒ飲料「いぶき」
花王「aube」
マ・マーパスタ
- 2007年

パナソニック「P903iμ」
花王
SCE BLEACH
- 2006年

コナカ「計涼レインスーツ」
ヒルズ　サイエンスダイエット
コナミ「鉄拳」
- 2005年

野村證券 CFロゴ「それ、野村に聞いてみよう。」
野村證券「個人向け国債篇/リタイアンメントブランディング篇」
花王「Raycious」
ロッテ「フルーツガム」
ライオン「植物物語ハーブブレンド」
カネボウ「コッコアポ」
カネボウ「フリープラス」
- 2004年

ロッテ「ブラックブラック」
- 2003年

山崎製パン「芳醇」
JINRO「チャミスル」

## 劇伴
- 2020年 ひまわりっ～宮崎レジェンド～

## ドラム参加アーティスト
- 秦基博
- ももいろクローバーZ
- スキマスイッチ
- 大塚愛
- 長瀬智也
- キリンジ
- 家入レオ
- 平野綾
- 中島愛
- ライムスター
- 南波志帆
- 真野恵里菜
- 土岐麻子
- 元ちとせ
- 清春
- 角松敏生